# Kaplica św. Anny w Pińczowie
Kaplica św. Anny w Pińczowie – kaplica pw. św. Anny wzniesiona w stylu manierystycznym około 1600 r. według projektu Santi Gucciego. Znajduje się na szczycie wzgórza św. Anny, górującego nad Pińczowem. Ufundował ją margrabia Zygmunt Myszkowski przy pomocy członków pińczowskiego Bractwa św. Anny. Kult tej świętej rozwijał się w Pińczowie już wcześniej, o czym może świadczyć późnogotycka figura zachowana w miejscowym kościele św. Jana Ewangelisty.
Była to pierwsza w Polsce wolno stojąca kaplica kopułowa o wyłącznie kultowym przeznaczeniu.
Wzgórze, na którym wznosi się kaplica, położone jest na północ od centrum miasta, naprzeciw wzgórza zamkowego. W przeszłości kaplica otoczona była umocnieniami i stanowiła część systemu fortyfikacyjnego pińczowskiego zamku. Ślady fortyfikacji zachowały się od strony północnej i wschodniej.
Kaplica jest zbudowana z miejscowego kamienia, tzw. pińczaka. Wydobywany od XII w. jest cenionym materiałem budowlanym i rzeźbiarskim. Z tego surowca zbudowana jest ogromna część zabytkowych budynków miasta. Kamień ten był powodem, dla którego pracownię kamieniarską właśnie w Pińczowie miał Santi Gucci.
W XVIII w. zaniedbana kaplica uległa zniszczeniu. Straciła wówczas większość wyposażenia oraz cztery wieżyczki narożne, które odpadły. W 1783 r. planowano jej rozebranie, doczekała jednak renowacji w 1851 r. Kolejna restauracja miała miejsce w 1903 r., kaplica pokryta została wtedy białą blachą. Prace remontowe przeprowadzano także w 1975 r. W latach 90. XX wieku przeprowadzone zostały szczegółowe badania budynku kaplicy oraz jego podłoża. W następstwie tych badań przeprowadzono prace, które istotnie poprawiły stan techniczny kaplicy.
Budowla wzniesiona jest na planie kwadratu. Jej wysokość wynosi 13 m. Przykryta jest kopułą z latarnią. Kruchta kaplicy przykryta jest podobną, choć znacznie mniejszą kopułą. W przeszłości budowla posiadała okrągłe okna, obecnie zamurowane z wyjątkiem południowego, które przekształcono. Z wyposażenia wnętrza zachowała się kamienna kropielnica z XVII w. Na ołtarzu umieszczona jest marmurowa tablica fundacyjna. Gzyms pod kopułą ozdobiony jest wiązkami owocowo-kwiatowymi. Z kruchty do kaplicy prowadzi portal ozdobiony główkami aniołków oraz rozetami.
Na wzgórzu, obok kaplicy ulokowane są kamienne figury świętych: św. Pawła, św. Tekli oraz Michała Archanioła. Powstały one w pierwszej połowie XIX w.
Do niedawna w poniedziałki wielkanocne w kaplicy odbywał się pińczowski Emaus – ludowa zabawa z tłuczeniem pisanek. Obecnie kaplica otwarta jest tylko przez kilkanaście dni w roku, w lipcu, kiedy przypada święto patronki kaplicy.